# Anthelephila pygmaea
Anthelephila pygmaea es una especie de coleóptero de la familia Anthicidae.

## Distribución geográfica
Habita en Laos.